# Косистинский сельсовет
Косистинский (Касистинский) сельсовет — административно-территориальная единица, выделявшаяся в составе Хатангского района Таймырского Долгано-Ненецкого автономного округа.

## История
Косистинский (Касистинский) сельсовет как административно-территориальная единица и орган местного самоуправления существовал до 1989 года.
В 1989 году посёлок Косистый был передан в Сындасский сельсовет.
В 2000 году постановлением администрации Таймырского (Долгано-Ненецкого) автономного округа от 5 декабря 2000 года № 492 посёлок был упразднён. Постановление было отменено 4 января 2002 года как не соответствующее законодательству.